# Bear Grylls: Mission Survive
Bear Grylls: Mission Survive est une émission de télé-réalité d'aventure, diffusée sur la chaîne anglaise ITV entre 2015 et 2016. Elle est animée par Bear Grylls.

## Principe
Le principe est similaire à la précédente émission de Bear Grylls, Man vs Wild. À l'exception que, cette fois, il est accompagné d'un groupe de célébrités. Les moins expérimentés sont éliminés, jusqu'à la finale.
Il est également a la tête d'une version similaire aux États-Unis depuis 2014, Running Wild with Bear Grylls, sauf que dans celle-ci une célébrité accompagne Grylls a chaque nouvel épisode.

## Saisons
Légende:
 La célébrité reste dans le jeu.
 La célébrité a été éliminée.
 La célébrité est finaliste.
 La célébrité a été le vainqueur de la série.

### Saison 1 (2015)
| Célébrités participante | Occupation                                      | Épisodes | Épisodes | Épisodes | Épisodes | Épisodes | Épisodes  | Éliminé | Raison                                               |
| Célébrités participante | Occupation                                      | 1        | 2        | 3        | 4        | 5        | 6         | Éliminé | Raison                                               |
| ----------------------- | ----------------------------------------------- | -------- | -------- | -------- | -------- | -------- | --------- | ------- | ---------------------------------------------------- |
| Vogue Williams          | DJ et animatrice de radio                       |          |          |          |          |          | Vainqueur | Jour 12 |                                                      |
| Mike Tindall            | Ancien joueur de rugby                          |          |          |          |          |          | Finaliste | Jour 12 |                                                      |
| Kelly Holmes            | Championne olympique d'athlétisme               |          |          |          |          |          | Finaliste | Jour 12 |                                                      |
| Tom Rosenthal           | Acteur                                          |          |          |          |          | éliminé  |           | Jour 10 | A oublié deux fois le kit de survie                  |
| Emilia Fox              | Actrice et cousine de Laurence                  |          |          |          | éliminée |          |           | Jour 8  | Attitude négative                                    |
| Laurence Fox            | Acteur notamment dans la série Inspecteur Lewis |          |          |          | éliminé  |          |           | Jour 8  | Souffre d'une blessure au pied et a agi imprudemment |
| Jamelia                 | Chanteuse et animatrice de Loose Woomen         |          |          | éliminée |          |          |           | Jour 6  | Ne joue pas en équipe                                |
| Max George              | Membre du groupe The Wanted                     |          | éliminé  |          |          |          |           | Jour 4  | Par préoccupation de sécurité                        |

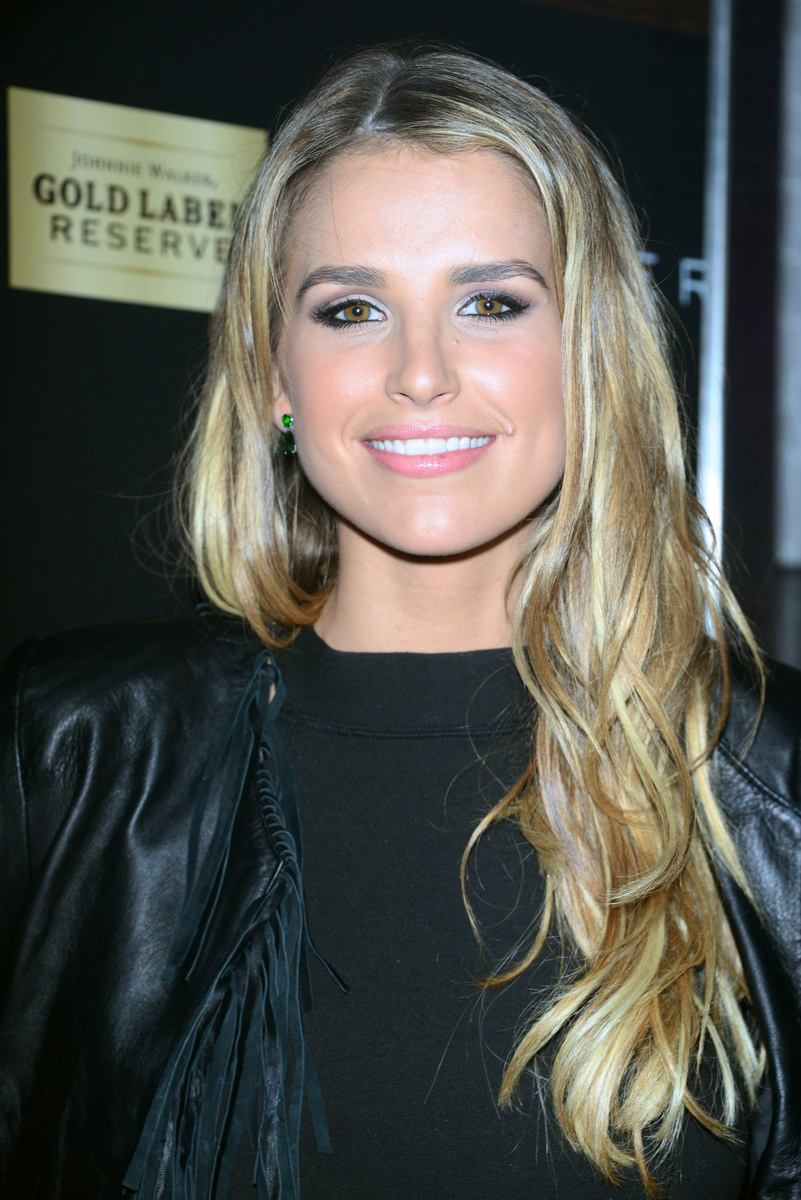
Vogue Williams vainqueur de la saison 1.

- Jamelia a participé à Strictly Come Dancing saison 13 en 2015.

### Saison 2 (2016)
La deuxième et dernière saison est diffusée entre le 3 mars 2016 et le 7 avril 2016.
| Célébrités participante | Occupation                                  | Épisodes | Épisodes | Épisodes | Épisodes | Épisodes | Épisodes  | Éliminé | Raison                    |
| Célébrités participante | Occupation                                  | 1        | 2        | 3        | 4*       | 5        | 6         | Éliminé | Raison                    |
| ----------------------- | ------------------------------------------- | -------- | -------- | -------- | -------- | -------- | --------- | ------- | ------------------------- |
| Alex Scott              | Joueuse de football                         |          |          |          |          |          | Vainqueur | Jour 12 |                           |
| Samantha Barks          | Actrice                                     |          |          |          |          |          | Finaliste | Jour 12 |                           |
| Jason Gardiner          | Ancien juge de Dancing on Ice               |          |          |          |          |          | Finaliste | Jour 12 |                           |
| Michelle Collins        | Actrice de télévision                       |          |          |          |          | éliminée |           | Jour 10 | Physiquement faible       |
| Neil Morrissey          | Acteur et businessman                       |          |          | éliminé  |          |          |           | Jour 6  | Déclin de sa force mental |
| Stuart Pearce           | Ancien joueur de football devenu entraineur |          | éliminé  |          |          |          |           | Jour 4  | Leadership irresponsable  |
| Chelsee Healey          | Actrice dont Waterloo Road                  | éliminée |          |          |          |          |           | Jour 2  | Manque d'engagement       |